# Залуцкий, Иосиф Викторович
Иосиф Викторович Залуцкий (5 сентября 1950, Витебская область — 13 июня 2018) — белорусский учёный-медик, онколог. Член-корреспондент НАН Беларуси (2004), доктор медицинских наук (1994), профессор (2000). Директор Института физиологии НАН Беларуси с 2010 года, а до того — в НИИ онкологии и медицинской радиологии, куда пришёл после окончания вуза в 1978 году и где прошёл путь до директора (2000—2009). В 2001—2009 годах — главный внештатный онколог Министерства здравоохранения РБ.

## Биография
Я всегда говорил и говорю: рак — не приговор, а болезнь, и больного надо лечить. Причём, по моему мнению, он должен знать свой диагноз. Надо говорить всё как есть! Никто, поверьте моему многолетнему опыту, на себя руки не наложит, наоборот, мобилизуется, будет бороться за жизнь.
Родился в деревне Мумишки (Поставский район, Витебская область).
В 1969—1971 годах служил в Советской армии.
Окончил с отличием Минский медицинский институт (1978), (ныне — Белорусский государственный медицинский университет). C того же года работал в белорусском НИИ онкологии и медицинской радиологии, где прошёл путь до директора (2000—2009). В 1999—2007 гг. также заведующий кафедрой онкологии БелМАПО. С 2010 года директор Института физиологии НАН Беларуси, в том же году являлся заместителем академика-секретаря Отделения медицинских наук последней.
В 1986 году защитил кандидатскую диссертацию, а в 1994 — докторскую.
Под началом И. В. Залуцкого защищено 4 докторские и 15 кандидатских диссертаций.
Входил в редакционный совет журнала «Авиакосмическая и экологическая медицина».
Автор более 300 работ, 7 монографий, 17 патентов.
Награждён знаком «Отличник здравоохранения», почётными грамотами Министерства здравоохранения Республики Беларусь, памятной медалью.